# Jun’ya Watanabe
Jun’ya Watanabe (jap. 渡辺 純也, Watanabe Jun’ya; * 1961 in der Präfektur Fukushima) ist ein japanischer Prêt-à-Porter-Modedesigner. Er machte 1984 seinen Abschluss am Bunka Fashion College in Tokio. International bekannt wurde Junya Watanabe als Protegé der japanischen Modedesignerin Rei Kawakubo, mit der er bis heute zusammenarbeitet. Neben dieser Zusammenarbeit etablierte er 2001 seine eigene Marke in Tokio.

## Arbeiten als Designer

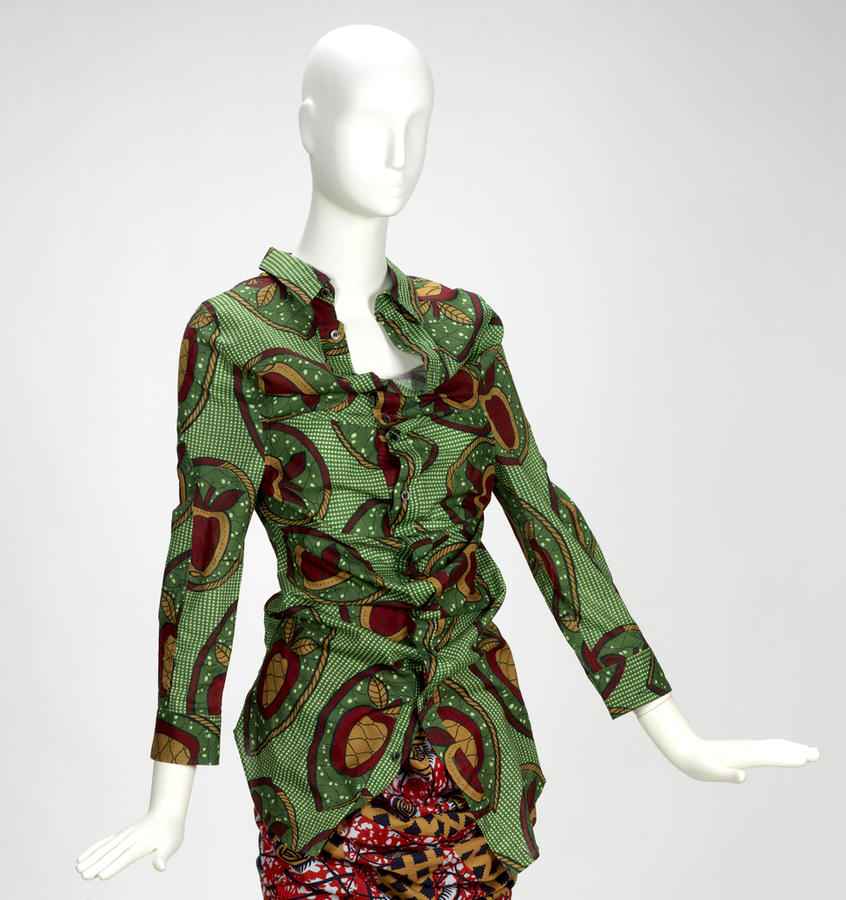
Jun’ya Watanabe für Comme des Garçons (bedruckte Baumwolle, 2009)

### Zusammenarbeit mitComme des Garçons
Seit 1987 arbeitet Jun’ya Watanabe als Chefdesigner für die Tricot-Linie des japanischen Modelabels Comme des Garçons. Weiterhin wurde er zum Chefdesigner der Herrenkollektionen von Comme des Garçons (Homme Plus und Homme Plus Evergreen) ernannt und arbeitet bis heute an den jährlichen Kollektionen des Labels.
1993 entwickelte er seine erste Kollektion unter seinem eigenen Namen für das Label Comme des Garçons, Junya Watanabe Comme des Garçons Man.

### Selbständige Arbeit seit 2001
Im Jahr 2001 entwickelte Jun’ya Watanabe seine erste Kollektion für sein eigenes Label „Junya Watanabe“. Zunächst entwarf er nur Herrenkleidung; später kam eine Damenkollektion hinzu. Seine Mode wird bis heute in Zusammenarbeit mit Comme des Garçons verkauft. Seine Kollektionen werden zweimal jährlich in Tokio, Paris und London präsentiert.
2007 entwickelte Watanabe in Zusammenarbeit mit dem Schuhhersteller Converse eine limitierte Sneaker-Schuhkollektion. 2008 folgte eine Sonderkollektion für den Schuhhersteller Vans. Weiterhin entwarf Watanabe für den Sportbekleidungshersteller Lacoste eine Poloshirt-Kollektion und für die französische Firma Moncler eine Reihe von Winterjacken. Unter dem Slogan eye Comme des Garçons Junya Watanabe vermarktet Watanabe Kreationen in Zusammenarbeit mit Lacoste, Levi’s, Nike, New Balance, Fred Perry, Converse, Vans, Moncler, Brooks Brothers und Dickies (Coast).

## Philosophie
Ähnlich wie seine Mentorin Rei Kawakubo verfolgt Watanabe ein strenges Designprinzip, welches sich durch innovative, moderne und dennoch schlichte Stoffe auszeichnet. Synthetische und hochtechnologische Stoffe sowie simple und revolutionäre Verarbeitungen zeichnen seine Kollektionen aus. Jun’ya Watanabe wird somit oft als Techno Couture Designer bezeichnet, obwohl er auch Wert auf japanische Traditionen und leichte Stoffe wie Baumwolle legt.
Watanabe kreiert gelegentlich recht ungewöhnliche Kollektionen, die von der internationalen Presse immer wieder gespalten aufgenommen und kritisiert werden. So zeigte er 2003 eine Herrenkollektion mit Models, die Kopfbedeckungen aus den Kostümen des Science-Fiction-Klassikers Star Wars trugen. Für Herbst/Winter 2014 präsentierte Watanabe eine komplette Kollektion in Zusammenarbeit mit der deutschen Manufaktur Seil Marschall.